# Нижний Клин
Нижний Клин — село в Суджанском районе Курской области. Входит в состав Свердликовского сельсовета.

## География
Село находится на реке Снагость (приток Сейма), в 5,5 км от российско-украинской границы, в 93 км к юго-западу от Курска, в 17 км к северо-западу от районного центра — города Суджа, в 5 км от центра сельсовета  — Свердликово.
Климат
Нижний Клин, как и весь район, расположен в поясе умеренно континентального климата с тёплым летом и относительно тёплой зимой (Dfb в классификации Кёппена).

## Население
| 2002 | 2010 |
| ---- | ---- |
| 3    | ↘1   |

## Инфраструктура
Личное подсобное хозяйство. В селе 9 домов.

## Транспорт
Нижний Клин находится в 2 км от автодороги регионального значения 38К-030 (Рыльск — Коренево — Суджа), в 12,5 км от автодороги 38К-024 (Льгов — Суджа), в 2 км от автодороги межмуниципального значения 38Н-568 (38К-030 — Дарьино), в 3 км от автодороги 38Н-743 (Дарьино — Николаево-Дарьино), в 8 км от автодороги 38Н-565 (38К-030 — Лебедевка), в 13,5 км от ближайшей ж/д станции Локинская (линия Льгов I — Подкосылев).
В 128 км от аэропорта имени В. Г. Шухова (недалеко от Белгорода).